# 圣玛利亚玛达肋纳堂 (里尔)
圣玛利亚玛达肋纳堂（église Sainte-Marie-Madeleine）是法国北部里尔老城的一座教堂，建筑风格混杂了佛兰芒文艺复兴风格，古希腊风格和巴洛克风格。因体形敦实和巴洛克式的圆顶而获得绰号“大玛达肋纳”。1965年10月列为法国历史古迹。
该堂历史可追溯到1233年。1667和1670之间拆除。1675年建造新堂，工程持续到1707年。次年奥地利人攻城时该堂严重受损。修复工作一直持续到1713年。
该堂因安全原因于1989年关闭。2004年欧洲文化之都活动期间，此处曾作为临时展览场地。立面在2008年已修复。

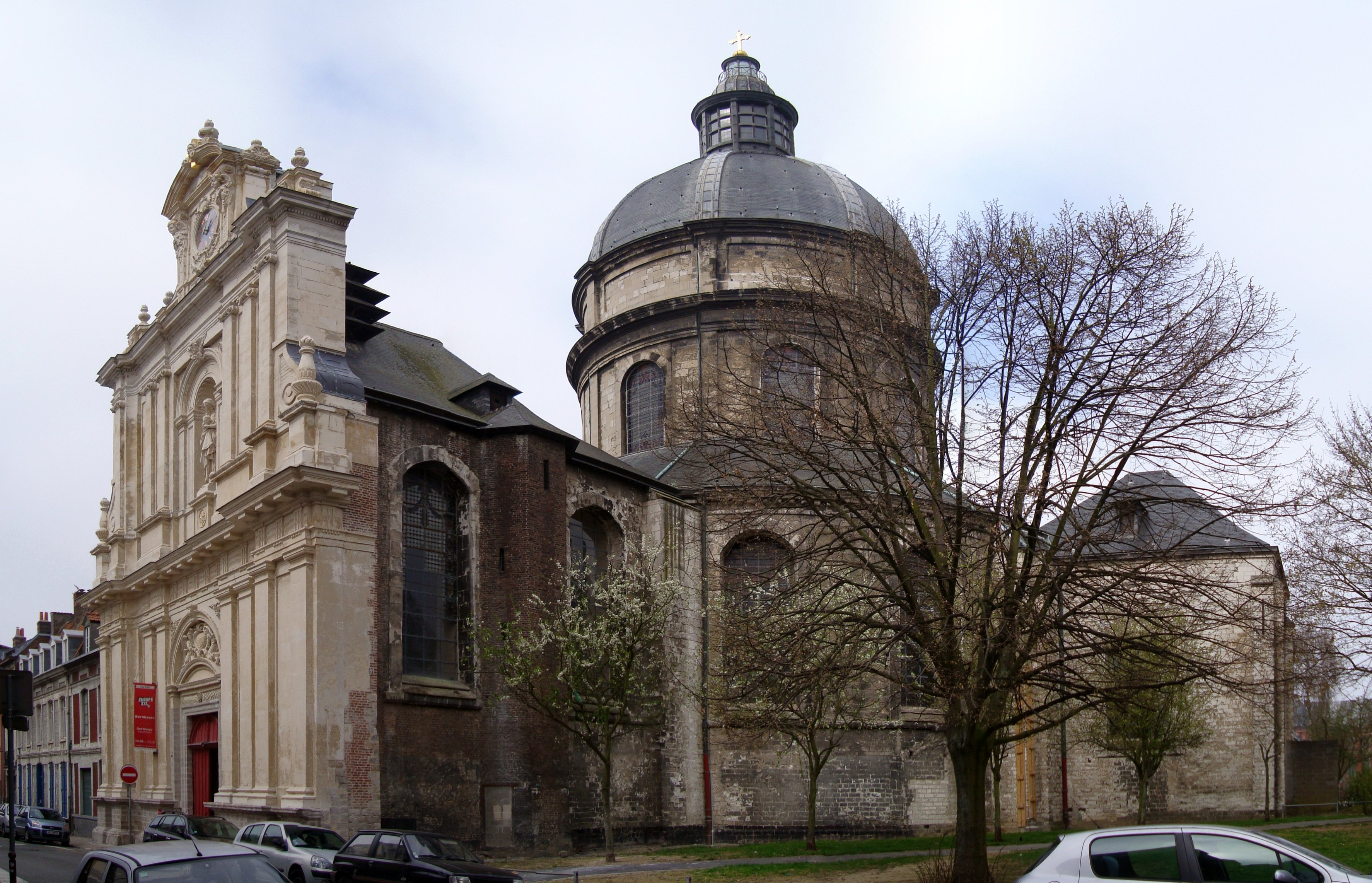
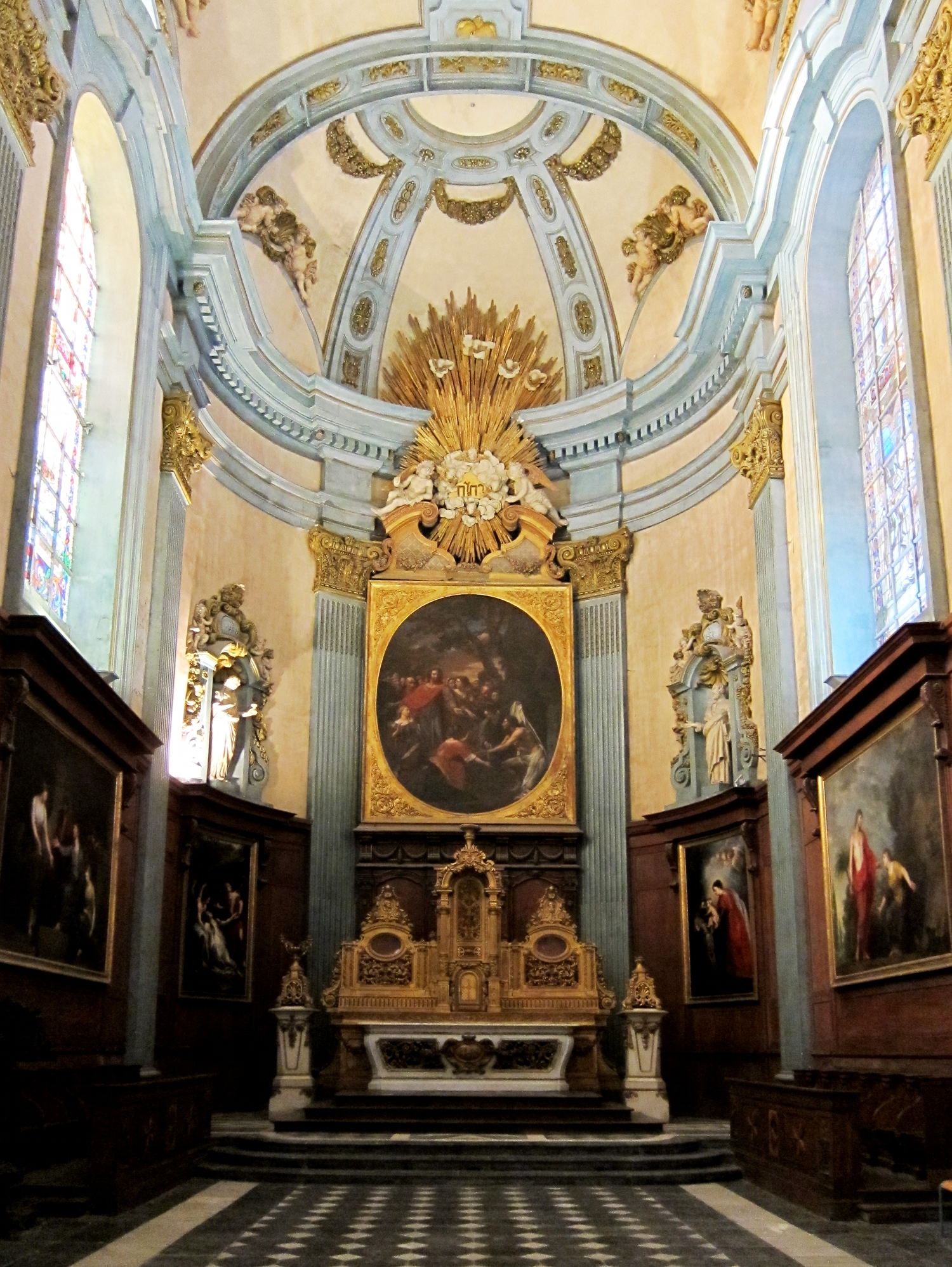